# Hej mała
Hej mała – utwór zespołu pochodzący z debiutanckiej płyty IRA. Utwór został zamieszczony na trzeciej pozycji na wydawnictwie, trwa 3 minuty i 46 sekund.
Brzmienie utworu jest zdecydowanie utrzymane w bardziej dynamicznym rockowym stylu, posiada także melodyjną solówkę gitarową. Kompozytorem utworu był gitarzysta zespołu Kuba Płucisz, tekst napisali wspólnie wokalista Artur Gadowski, oraz A.Gmitrzuk. Utwór był grany podczas trasy promującej krążek zespołu, oraz na koncertach po byłym ZSRR na przełomie kwietnia i maja 1990 roku. Utwór cieszył się sporą popularnością, jednak przestał być grany na koncertach po trasie promującej krążek. Od tamtej pory utwór w ogóle nie jest grany na koncertach zespołu.

## Muzycy
- Artur Gadowski – śpiew, chórki
- Wojtek Owczarek – perkusja, chór
- Kuba Płucisz – gitara
- Dariusz Grudzień – gitara basowa, chór
- Tomasz Bracichowicz – instrumenty klawiszowe